# Johann Heinrich Schilbach

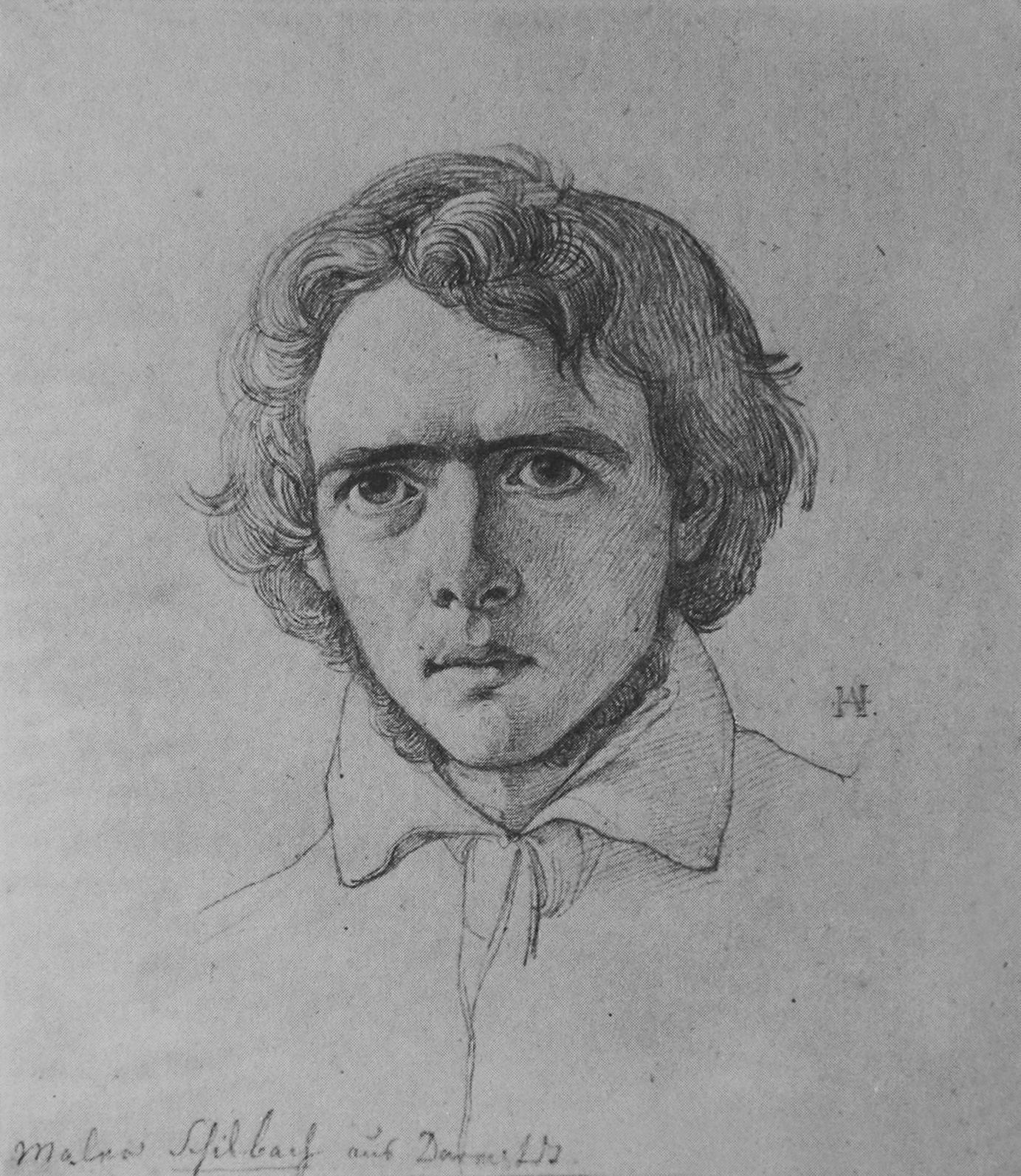
Johann Heinrich Schilbach; Bleistiftzeichnung von August Ferdinand Hopfgarten, 1827/28

Johann Heinrich Schilbach (* 1798 in Barchfeld; † 9. Mai 1851 in Darmstadt) war ein deutscher Landschaftsmaler.

## Leben
Schilbach war in Darmstadt Schüler des Theatermalers Johann Georg Primavesi. Im Spätsommer 1818 unternahm er eine mehrwöchige Studienreise durch die Schweiz. Die Zeichnungen und Stiche wurden vom Verlag Johann Peter Lamys in Bern unter dem Titel Souvenirs Suisse veröffentlicht.
Ein hessisch-großherzogliches Stipendium ermöglichte ihm eine Studienreise nach Italien. 1823 wanderte er mit dem Heidelberger Maler Ernst Fries nach Rom, wo er Ludwig Richter kennenlernte. Mit Richter unternahm er Wanderungen in den Sabiner Bergen und reiste mit ihm 1825 nach Neapel. Dort bestiegen die Maler Schilbach, Richter, Carl Götzloff, Ludwig von Maydell, Nikolaus Hoff und Hans Georg Haderer zusammen den Vesuv.

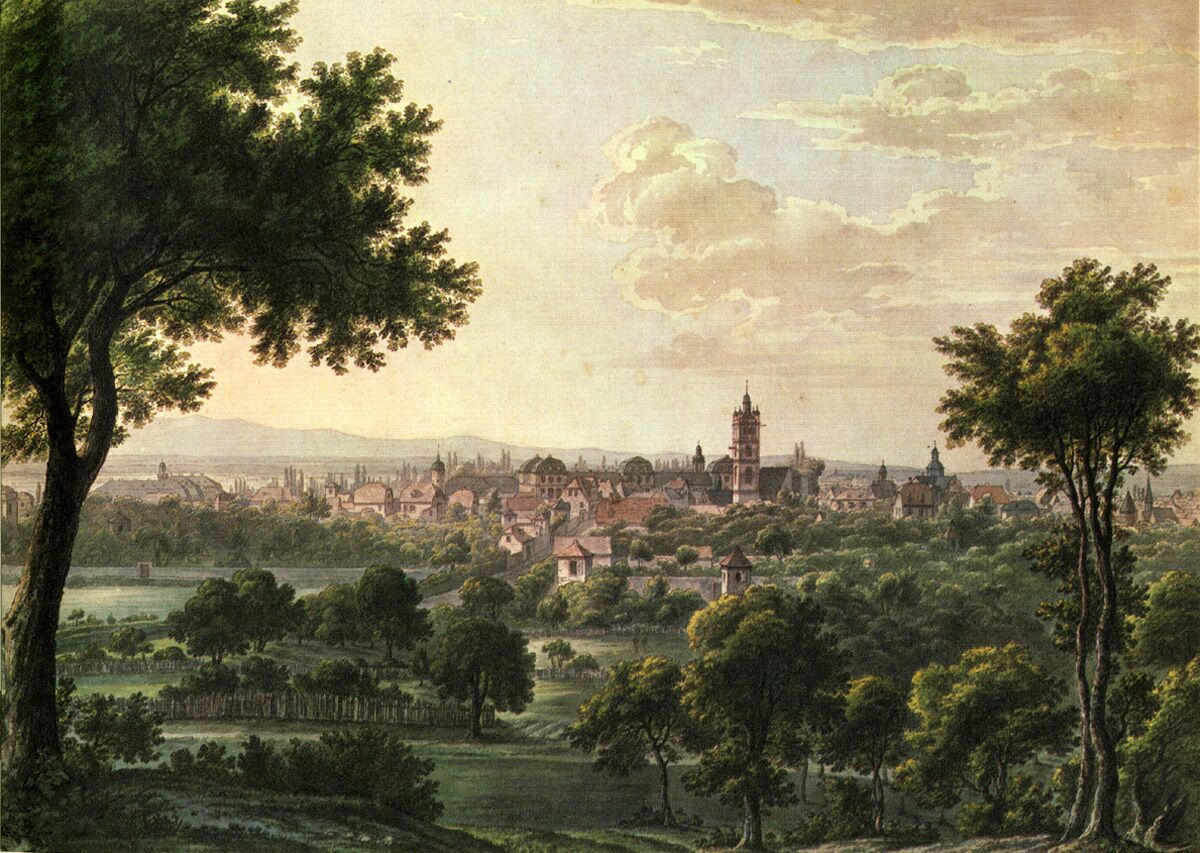
Darmstadt. Blick vom Riedelsberg aus im Jahr 1816

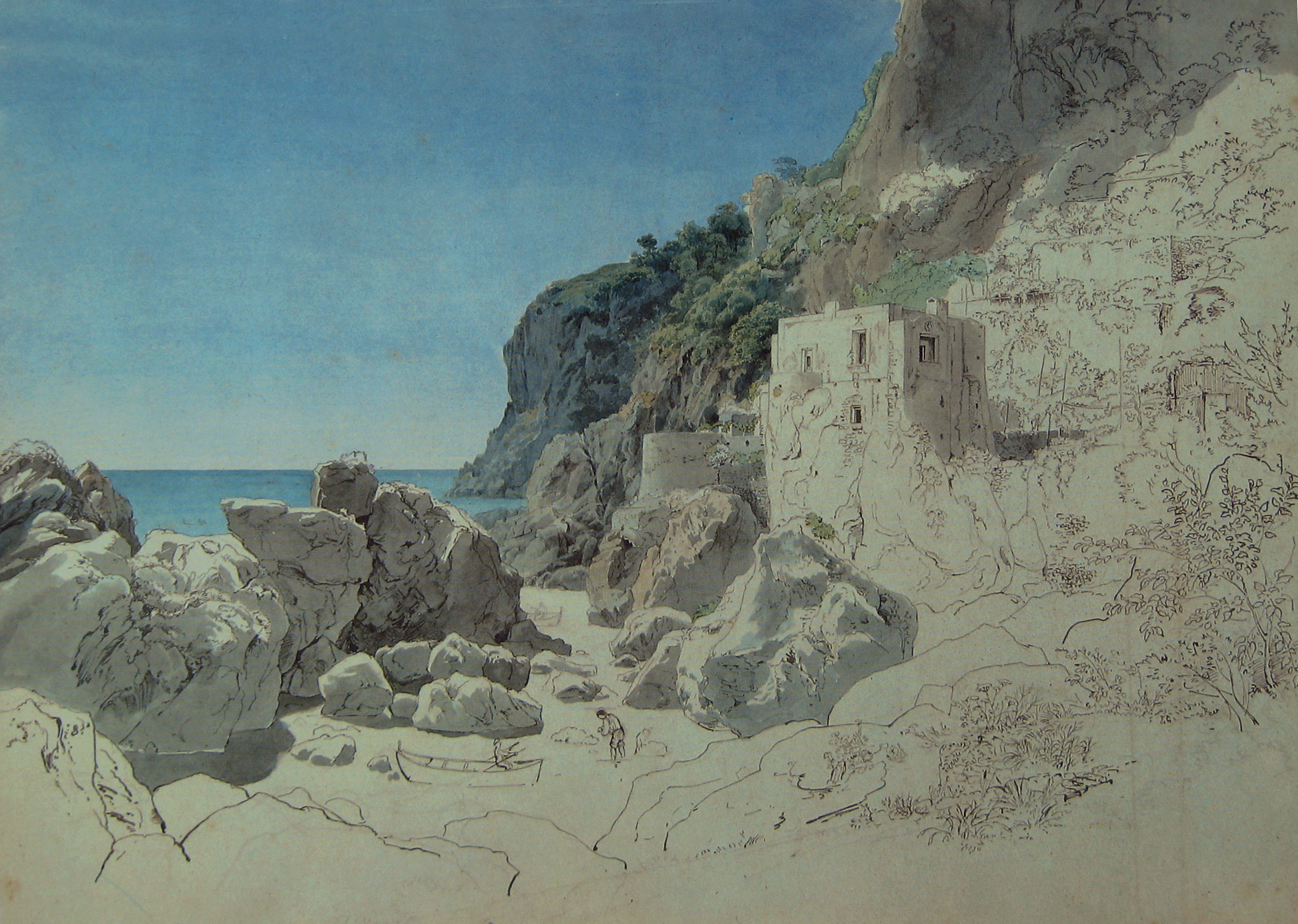
Küste bei Amalfi, 1825

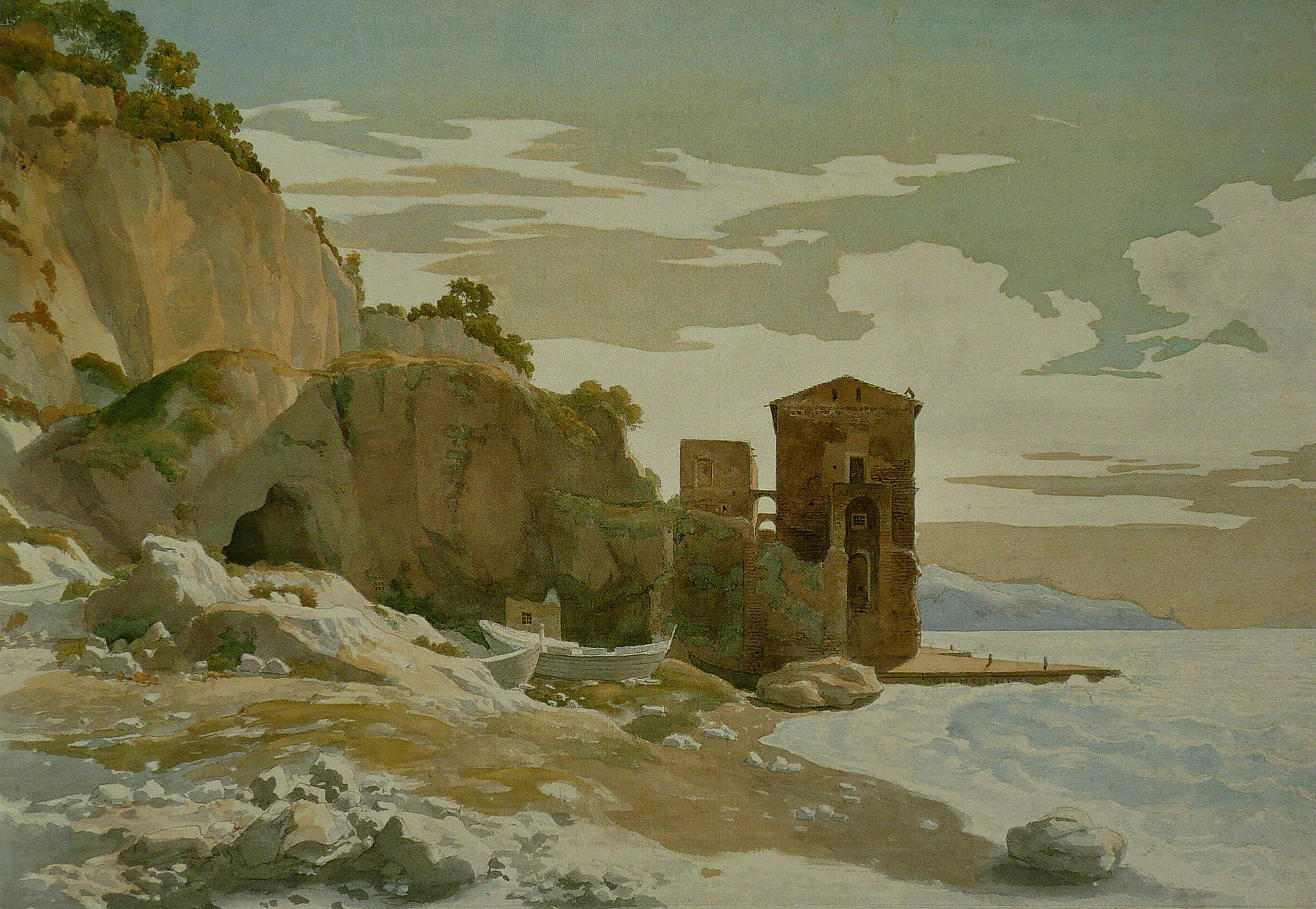
Marina Piccola, Sorrent, 1825

In Rom wurde Schilbach ein gefragter Maler italienischer Landschaften und Stadtansichten. Wie andere Maler seiner Generation fing er an, Ölstudien von der Natur zu malen. Dabei entwickelte er in den fünf Jahren seines Aufenthaltes in Italien einen sehr freien Stil, der unmittelbare Naturaufnahme mit einem idealischen Sinn für große Bildformen verband. Schilbach kehrte mit einem 400 Blätter umfassenden Schatz von Skizzen (Zeichnungen und Aquarelle) aus Italien zurück. Viele der gesammelten Landschaftsmotive führte er in den folgenden Jahren als Ölgemälde aus. 1828, im Jahr seiner Rückkehr, wurde er in Darmstadt Hoftheatermaler. August Weber und August Becker waren seine Schüler. Er pflegte weiterhin die Landschaftsmalerei, so zum Beispiel schuf er 1838 ein Gemälde von Schloss Schönberg an der Bergstraße und eine undatierte Rheinlandschaft mit Oberwesel.

## Bedeutung
Johann Heinrich Schilbach war vor allem Landschaftsmaler. Seine italienischen Landschaften zeigen die für seine Generation typischen Stilmerkmale der Romantik im Übergang zum Realismus.

## Werke (Auswahl)
- Darmstadt vom Riedelsberg aus, 1816
- Küste bei Amalfi, um 1825 (Hessisches Landesmuseum Darmstadt, Grafische Sammlung)
- Sorrente, Bleistift und Aquarell auf Papier, 1825 (Hessisches Landesmuseum Darmstadt)
- Hochgebirgslandschaft, Aquarell auf Karton, 1826
- Bewaldetes Ufer des Königssees, farbige Zeichnung, um 1826–30 (Metropolitan Museum of Art, Drawings and Prints, Inv. Nr. 2006.339)
- Der Rosenlauigletscher, 1835 (Frankfurt am Main, Museum Giersch, Ausstellung 2009/2010)
- Ansicht von Arricia, Öl auf Leinwand, 1842 (Wien, Österreichische Galerie Belvedere, Inv. Nr. 5560)
- Lautertal im Odenwald, Öl auf Leinwand, 1845 (Hessisches Landesmuseum Darmstadt)